# Pierre de Couche

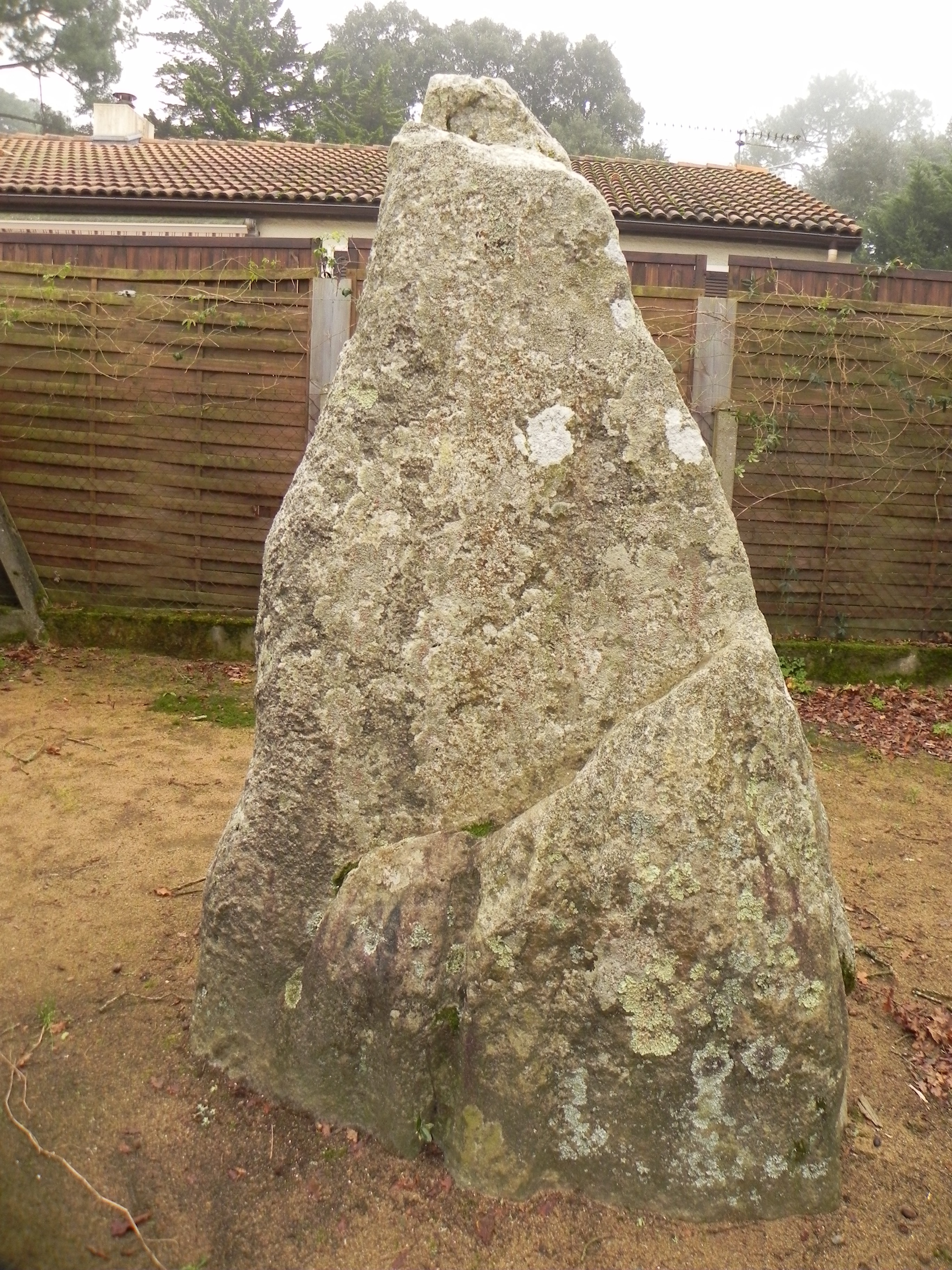
Pierre de Couche

Der Menhir Pierre de Couche (auch Menhir des Rochelet genannt) ist ein Menhir in Saint-Brevin-les-Pins im Département Loire-Atlantique in Frankreich. Etwa 300 m entfernt befinden sich an der Avenue du 8-Mai-1945 die oft verwechselten „Les Pierres Couchées“, die Steine eines zerbrochenen Menhirs.

## Beschreibung
Der Menhir ist ein etwa 2,1 m hoher 1,2 m breiter dreieckiger Megalith. Er befindet sich auf einem kleinen Platz zwischen zwei Häusern, der durch einen etwa 30,0 m langen Pfad zu erreichen ist.

## Tourismus
Über Saint-Nazaire bzw. Saint-Brevin-les-Pins verläuft die Route Bleue (deutsch „Blaue Route“), an der elf bedeutende prähistorische Megalithmonumente liegen. Darunter befindet sich der Tumulus von Dissignac (No. 1) nahe der Stadt. Unter den Dolmen der Croix de Sandun (3), der Kerbourg (4), der du Riholo (5), der des Rossignols (6), der Tumulus von Mousseaux westlich von Pornic (9), der la Joselière (10) und der du Pré d’Aire (11) sind die Nr. 9–11 an der Pays de Rets besonders bekannt. Dazu kommen drei Menhire: der Menhir von Bissin (No. 2), der etwa 2,0 m hohe Pierre de Couche (7) und der etwa 2,7 m hohe Menhir de la Pierre Attelée (8), der seit 1992 als historisches Denkmal klassifiziert ist.
Der Menhir Pierre de Couche ist seit 1977 als Monument historique klassifiziert.